# تریپلکس سیفتی گلس

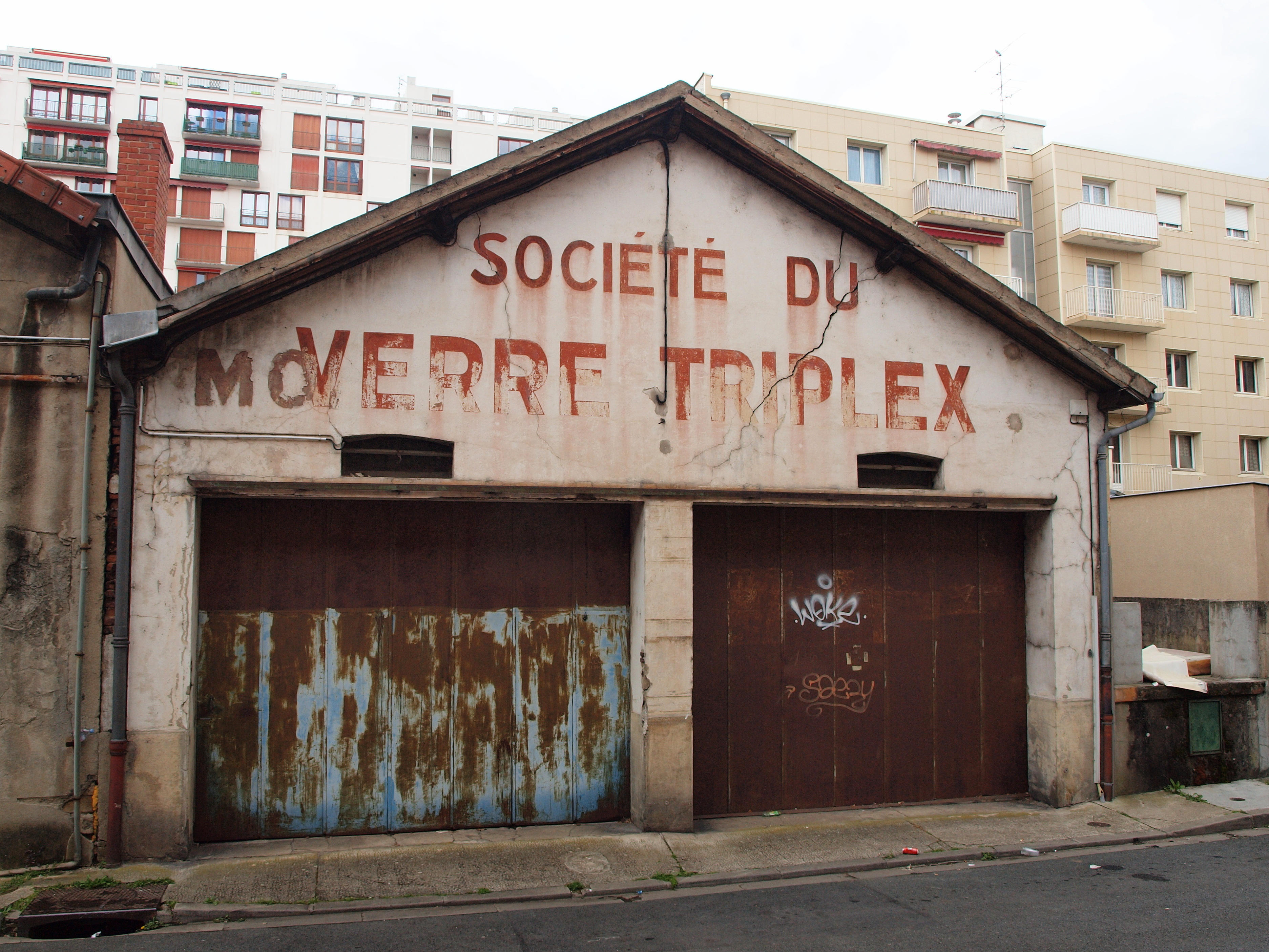
ورودی به انبارهای سابق شرکت تریپلکس سیفتی گلس، فرانسه

تریپلکس سیفتی گلس (انگلیسی: Triplex Safety Glass) شرکت شیشه اتومبیل بریتانیایی است، که در سال ۱۹۲۹ تأسیس شد.